# Bulgariens ambassad i Stockholm
Bulgariens ambassad i Stockholm (även Bulgariska ambassaden) är Bulgariens diplomatiska representation i Sverige. Ambassadör sedan 2018 är Ivan Pavlov. Ambassaden upprättades 1915. Diplomatkoden på beskickningens bilar är AT.

## Fastigheter
Ambassaden är sedan 1971 belägen på Karlavägen 29 i den byggnad som tidigare kallades Langenskiöldska villan i Villastaden, Stockholm. Huset restes 1878–1880 enligt bröderna Axel och Hjalmar Kumliens ritningar. Genom generalkonsul Oscar Ekmans förvärv kom villan i den Langenskiöldska släktens ägo vari den stannade till 1970 då den bulgariska ambassaden flyttade in. Ambassadens tidigare adresser är Banérgatan 37 (1938–1942), Engelbrektsgatan 10 (1943–1951), Strandvägen 59 (1952–1958), Brahegatan (1959–1963), Engelbrektsgatan 19 (1964–1971).

## Beskickningschefer
| Namn                      | Period    | Funktion   |
| ------------------------- | --------- | ---------- |
| Ivan Golubinov Tzvetkov   | 2007–2012 | Ambassadör |
| Svetlan Christov Stoev    | 2012–2017 | Ambassadör |
| Valentin Delchev Poriazov | 2017–2018 | Ambassadör |
| Ivan Pavlov               | 2018–     | Ambassadör |